# Фетисов, Вячеслав Александрович
Вячесла́в Алекса́ндрович Фети́сов (род. 20 апреля 1958, Москва) — советский и российский хоккеист. После завершения карьеры хоккеиста работал тренером. Политический и спортивный деятель. Депутат Государственной думы Федерального собрания Российской Федерации VII созыва, первый заместитель председателя комитета ГД по физической культуре, спорту, туризму и делам молодёжи с 5 октября 2016 года. Член Высшего совета партии «Единая Россия».
Заслуженный мастер спорта СССР (1978), заслуженный тренер России (2002), действительный государственный советник Российской Федерации 1 класса (2003). Полковник.
Дебют 17-летнего Фетисова состоялся в Новый 1976 год, когда ЦСКА сыграли вничью 3:3 в Монреале с хозяевами турнира — клубом «Монреаль Канадиенс», на тот момент 17-кратным обладателем Кубка Стэнли (в 1975 году завоёван 17-й титул). Большую часть спортивной карьеры, длившейся с 1976 по 1998 год, играл в 1985—1989 годы в знаменитой «Ларионовской пятёрке» на позиции защитника в клубах ЦСКА, был капитаном «Нью-Джерси Девилз» и «Детройт Ред Уингз» — также в амплуа защитника за океаном с 1990 по 1995 год. Двукратный олимпийский чемпион, семикратный чемпион мира, трёхкратный обладатель Кубка Стэнли (дважды в качестве игрока и один раз в качестве тренера). Является одним из 6 членов символической сборной столетия Международной федерации хоккея. Член «Тройного золотого клуба». Включён в Зал славы ИИХФ и в Зал хоккейной славы в Торонто.
Из-за поддержки вторжения России на Украину находится под санкциями 27 стран ЕС, Великобритании, США, Канады, Швейцарии, Австралии, Японии, Украины, Новой Зеландии.

## Биография

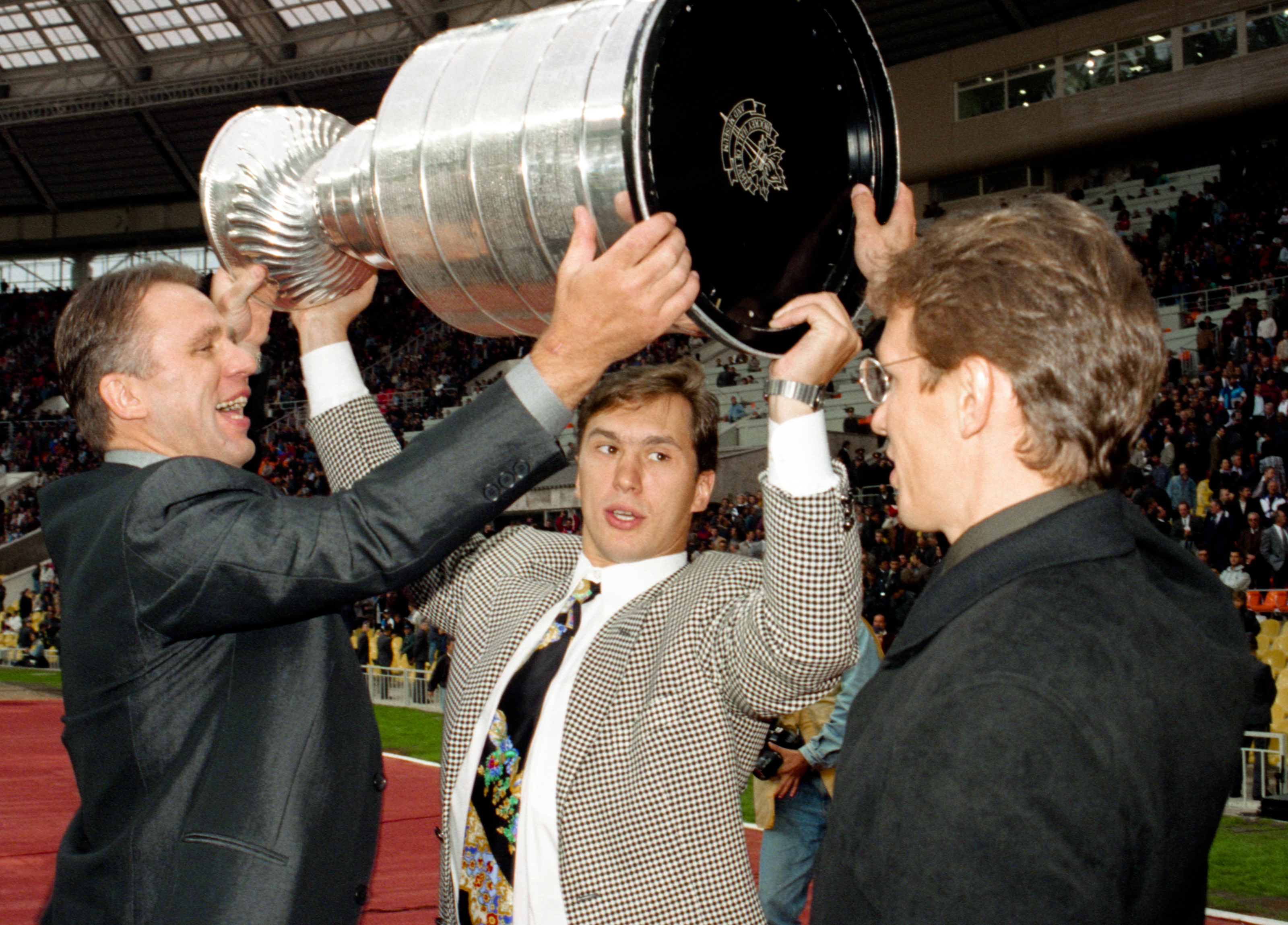
Члены Русской пятёрки Вячеслав Фетисов, Вячеслав Козлов и Игорь Ларионов с Кубком Стэнли в перерыве товарищеского футбольного матча между сборной России и сборной ФИФА, Лужники, 18 августа 1997 года

Вячеслав Александрович Фетисов родился 20 апреля 1958 года в Москве, в новом районе Дегунино, только вошедшем в состав столицы. Начал играть в хоккей в дворовой команде дома № 4 по Коровинскому шоссе. В составе дворовой команды ЖЭКа № 19 по Коровинскому шоссе пробился в финал городского турнира «Золотая шайба».
В 12 лет попал в ЦСКА к тренеру Юрию Александровичу Чабарину. В 18 лет участвовал в турнире по хоккею в составе юношеской команды ЦСКА.
В 1973—1989 — в ЦСКА, дослужился до звания майора (был капитаном команды и сборной СССР, с небольшим перерывом в 1988 году), в 1994 — в «Спартаке» (М).
Играл на позиции левого защитника. Во второй половине 1970-х годов выступал в ЦСКА, а затем и в сборной СССР в паре с опытнейшим защитником Геннадием Цыганковым, как правило, вместе с прославленной тройкой нападения Михайлов — Петров — Харламов. В 1980-е годы играл в легендарной пятёрке Ларионова сборной СССР и клуба ЦСКА вместе с Сергеем Макаровым, Игорем Ларионовым, Владимиром Крутовым и Алексеем Касатоновым.
В 1980-х годах зарабатывал премии от спонсоров в десятки тысяч долларов, в 1988 году ездил на Mercedes-Benz S-класса, затем появилась новая Volvo.
В чемпионатах СССР и России: 480 матчей, 153 гола.
Окончил ленинградский Военный институт физической культуры. В октябре 1988 года в Киеве Фетисов серьёзно повздорил с милиционерами и оказался в отделении милиции, откуда его лично забирал наставник ЦСКА и сборной СССР Виктор Тихонов. В 1989 году уехал в США. До 1994 года играл за «Нью-Джерси Дэвилз», в 1994—1998 годах — за «Детройт Ред Уингз». В чемпионатах НХЛ: 546 матчей, 36 голов, 192 передачи. В турнирах Кубка Стэнли: 116 матчей, 2 гола, 26 передач. За девять лет заработал не менее 10 млн долларов, в начале 1990-х годов начал активно скупать жильё в Москве, поставлял импортную мебель, компьютеры, сигареты, «ножки Буша» и прочее.
В 1994 году организовал розыгрыш Кубка «Спартака» по хоккею вместе с Гелани Товбулатовым и Василием Клоковым.
После своей первой победы в Кубке Стэнли 13 июня 1997 года Фетисов вместе со своим партнёром по команде Владимиром Константиновым и массажистом Сергеем Мнацакановым на взятом напрокат автомобиле с водителем попали в серьёзную аварию, направляясь на клубную вечеринку. В итоге Константинов и Мнацаканов остались инвалидами, а Фетисов отделался незначительными травмами и быстро выписался из больницы.
В 1998—2002 годах — помощник главного тренера «Нью-Джерси Дэвилз», с которым в 2000 году выиграл Кубок Стэнли.
25 августа 2000 года в Москве состоялся прощальный матч Вячеслава Фетисова: в нём участвовали Макаров, Ларионов, Крутов, Каменский, Быков, Буре, Мартин Бродо, Яри Курри, Скотт Стивенс, Ларри Робинсон, Геннадий Цыганков и другие прославленные спортсмены. Звёзды России — Сборная мира-2000 — 7:6 (2:1, 2:2, 3:3).
В 2002 году вернулся в РФ, стал главным тренером и генеральным менеджером сборной России по хоккею с шайбой на Олимпийских играх в Солт-Лэйк-Сити. Под руководством Фетисова сборная России завоевала бронзовую медаль.
С 2002 года является председателем Высшего совета общественной организации «Всероссийское добровольное общество „Спортивная Россия“».
Член совета учредителей Всемирного антидопингового агентства (ВАДА), глава комитета спортсменов ВАДА. 1 февраля 2007 года избран председателем Конференции государств-сторон Международной конвенции ЮНЕСКО о борьбе с допингом в спорте.
С 2004 года до упразднения в 2008 году являлся руководителем Росспорта.
С 21 октября 2008 года по 21 января 2012 года — председатель Совета директоров Континентальной хоккейной лиги.
C 29 апреля 2009 года по 21 января 2012 года — президент хоккейного клуба ЦСКА.
11 декабря 2009 года сыграл один официальный домашний матч за ЦСКА для повышения внимания к клубу, лиге и хоккею в целом
С 2009 года является заведующим кафедрой менеджмента спортивной индустрии РЭУ им. Г. В. Плеханова.
С 5 апреля 2012 года — председатель правления Российской любительской хоккейной лиги (РЛХЛ).
В октябре 2013 года Вячеслав Фетисов заявил, что на конференции по проблемам допинга в спорте, которая пройдет в Йоханнесбурге с 12 по 15 ноября, он объявит о своем уходе с поста руководителя комиссии спортсменов Всемирного антидопингового агентства. На этой же конференции было принято решение, что Вячеслава Фетисова, занимавшего свой пост в ВАДА со дня основания, сменит Олимпийская чемпионка-2002 по лыжным гонкам, канадка Ребекка Скотт в 2014 году.
С 24 мая 2016 года — ведущий ток-шоу «Фетисов» на телеканале «Звезда».
С 22 января 2021 года по 29 декабря 2024 года вёл программу «Легендарные матчи» на телеканале «Звезда».
С 2018 года является главой Наблюдательного совета Народного кинопроекта «Ильинский рубеж».

## Спортивные достижения
Обладатель всех высших титулов мирового хоккея:
- Олимпийский чемпион (2) — 1984, 1988
- Серебряный призёр олимпийских игр — 1980
- Бронзовый призёр олимпийских игр — 2002 (как тренер)
- Чемпион мира (7) — 1978, 1981, 1982, 1983, 1986, 1989, 1990
- Серебряный призёр — 1987
- Бронзовый призёр (3) —  1977, 1985, 1991.

В турнирах ЗОИ и ЧМ — 123 матча, 48 голов.
- Чемпион Европы (9) — 1978, 1981, 1982, 1983, 1985, 1986, 1987, 1989, 1991.
- Чемпион СССР — 1977-1989.
- Обладатель Кубка СССР (3) — 1977, 1979, 1988
- Обладатель Кубка европейских чемпионов (10) — 1976, 1978-1983, 1985-1987.

В ЕК — 26 шайб. Рекордсмен по количеству заброшенных шайб в розыгрышах Кубка европейских чемпионов среди защитников.
- Победитель регулярного чемпионата НХЛ и обладатель Кубка Стэнли (1997, 1998), финалист 1995.
- Обладатель Кубка Канады — 1981
- Финалист Кубка Канады — 1987.
- Участник Кубка мира 1996. Капитан сборной России на этом турнире (4 матча).

В турнирах Кубка Канады — 16 матчей, 3 гола.
- Обладатель «Золотой клюшки» ИИХФ (Лучший хоккеист Европы) (2) — 1984, 1988
- Чемпион мира среди молодёжи — 1976, 1977, 1978
- 2000 год — Олимпийский орден
- В 2005 году введён в Зал славы ИИХФ.
- Включён в Зал хоккейной славы в Торонто.
- Вошёл в символическую сборную столетия «Centennial All-Star Team» Международной федерации хоккея с шайбой.
- с 7 июня 1997 года — член Тройного золотого клуба.
- 19 апреля 2008 года на Аллее славы ЦСКА был открыт бюст Вячеслава Фетисова.
- Номер 2, под которым играл Вячеслав Фетисов, выведен из обращения в ЦСКА.

## Статистика

### Клубная карьера
| 1974-75                           | ЦСКА                              | ЧСР                               | 1   | 0   | 0   | 0   | 0   |     |     |   |    |    |     |  |  |  |  |  |  |
| 1975-76                           | Юн. ЦСКА                          | ЧСЮ                               |     |     |     |     |     |     |     |   |    |    |     |  |  |  |  |  |  |
| 1976-77                           | ЦСКА                              | ЧСР                               | 27  | 3   | 4   | 7   | 14  |     |     |   |    |    |     |  |  |  |  |  |  |
| 1977-78                           | ЦСКА                              | ЧСР                               | 35  | 9   | 18  | 27  | 46  |     |     |   |    |    |     |  |  |  |  |  |  |
| 1978-79                           | ЦСКА                              | ЧСР                               | 29  | 10  | 19  | 29  | 40  |     |     |   |    |    |     |  |  |  |  |  |  |
| 1979-80                           | ЦСКА                              | ЧСР                               | 37  | 10  | 14  | 24  | 46  |     |     |   |    |    |     |  |  |  |  |  |  |
| 1979-80                           | ЦСКА                              | СС                                | 4   | 0   | 1   | 1   | 0   |     |     |   |    |    |     |  |  |  |  |  |  |
| 1980-81                           | ЦСКА                              | ЧСР                               | 48  | 13  | 16  | 29  | 44  |     |     |   |    |    |     |  |  |  |  |  |  |
| 1981-82                           | ЦСКА                              | ЧСР                               | 46  | 15  | 26  | 41  | 20  |     |     |   |    |    |     |  |  |  |  |  |  |
| 1982-83                           | ЦСКА                              | ЧСР                               | 43  | 6   | 17  | 23  | 46  |     |     |   |    |    |     |  |  |  |  |  |  |
| 1983-84                           | ЦСКА                              | ЧСР                               | 44  | 19  | 30  | 49  | 38  |     |     |   |    |    |     |  |  |  |  |  |  |
| 1984-85                           | ЦСКА                              | ЧСР                               | 20  | 13  | 12  | 25  | 6   |     |     |   |    |    |     |  |  |  |  |  |  |
| 1985-86                           | ЦСКА                              | ЧСР                               | 40  | 15  | 19  | 34  | 12  |     |     |   |    |    |     |  |  |  |  |  |  |
| 1985-86                           | ЦСКА                              | СС                                | 6   | 3   | 3   | 6   | 6   |     |     |   |    |    |     |  |  |  |  |  |  |
| 1986-87                           | ЦСКА                              | ЧСР                               | 39  | 13  | 20  | 33  | 18  |     |     |   |    |    |     |  |  |  |  |  |  |
| 1987-88                           | ЦСКА                              | ЧСР                               | 46  | 18  | 17  | 35  | 26  |     |     |   |    |    |     |  |  |  |  |  |  |
| 1988-89                           | ЦСКА                              | ЧСР                               | 23  | 9   | 9   | 18  | 18  |     |     |   |    |    |     |  |  |  |  |  |  |
| 1988-89                           | ЦСКА                              | СС                                | 7   | 2   | 3   | 5   | 7   |     |     |   |    |    |     |  |  |  |  |  |  |
| 1989-90                           | Нью-Джерси Девилз                 | НХЛ                               | 72  | 8   | 34  | 42  | 52  | 9   | 6   | 0 | 2  | 2  | 10  |  |  |  |  |  |  |
| 1990-91                           | Нью-Джерси Девилз                 | НХЛ                               | 67  | 3   | 16  | 19  | 62  | 5   | 7   | 0 | 0  | 0  | 17  |  |  |  |  |  |  |
| 1990-91                           | Ютика Девилз                      | АХЛ                               | 1   | 1   | 1   | 2   | 0   |     |     |   |    |    |     |  |  |  |  |  |  |
| 1991-92                           | Нью-Джерси Девилз                 | НХЛ                               | 70  | 3   | 23  | 26  | 108 | 11  | 6   | 0 | 3  | 3  | 8   |  |  |  |  |  |  |
| 1992-93                           | Нью-Джерси Девилз                 | НХЛ                               | 76  | 4   | 23  | 27  | 158 | 7   | 5   | 0 | 2  | 2  | 4   |  |  |  |  |  |  |
| 1993-94                           | Нью-Джерси Девилз                 | НХЛ                               | 52  | 1   | 14  | 15  | 30  | 14  | 14  | 1 | 0  | 1  | 8   |  |  |  |  |  |  |
| 1994-95                           | Спартак (Москва)                  | МХЛ                               | 1   | 0   | 1   | 1   | 4   |     |     |   |    |    |     |  |  |  |  |  |  |
| 1994-95                           | Нью-Джерси Девилз                 | НХЛ                               | 4   | 0   | 1   | 1   | 0   | −2  |     |   |    |    |     |  |  |  |  |  |  |
| 1994-95                           | Детройт Ред Уингз                 | НХЛ                               | 14  | 3   | 11  | 14  | 2   | 3   | 18  | 0 | 8  | 8  | 14  |  |  |  |  |  |  |
| 1995-96                           | Детройт Ред Уингз                 | НХЛ                               | 69  | 7   | 35  | 42  | 96  | 37  | 19  | 1 | 4  | 5  | 34  |  |  |  |  |  |  |
| 1996-97                           | Детройт Ред Уингз                 | НХЛ                               | 64  | 5   | 23  | 28  | 76  | 26  | 20  | 0 | 4  | 4  | 42  |  |  |  |  |  |  |
| 1997-98                           | Детройт Ред Уингз                 | НХЛ                               | 58  | 2   | 12  | 14  | 72  | 4   | 21  | 0 | 3  | 3  | 10  |  |  |  |  |  |  |
| 2009-10                           | ЦСКА                              | КХЛ                               | 1   | 0   | 0   | 0   | 0   | −1  |     |   |    |    |     |  |  |  |  |  |  |
| Всего в чемпионатах СССР и России | Всего в чемпионатах СССР и России | Всего в чемпионатах СССР и России | 480 | 153 | 222 | 375 | 378 |     |     |   |    |    |     |  |  |  |  |  |  |
| Всего в НХЛ                       | Всего в НХЛ                       | Всего в НХЛ                       | 546 | 36  | 192 | 228 | 656 | 116 | 116 | 2 | 26 | 28 | 147 |  |  |  |  |  |  |

### Международные соревнования

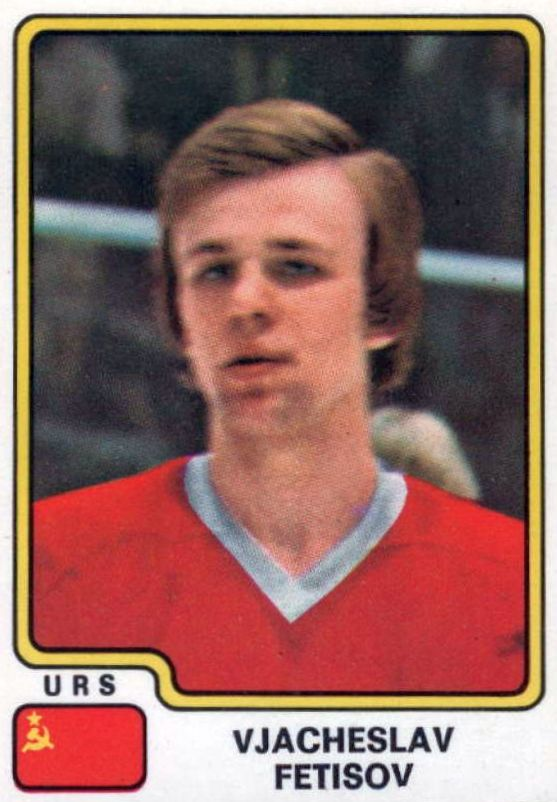
В форме сборной СССР, 1979 год

| Год                           | Сборная                       | Турнир                        | Место                         |      | И   | Г   | П   | О    | Штр |
| ----------------------------- | ----------------------------- | ----------------------------- | ----------------------------- | ---- | --- | --- | --- | ---- | --- |
| 1975                          | Сборная СССР                  | ЧЕЮ                           |                               | 5    | 1   | 0   | 1   | 0    |     |
| 1975                          | Юн. сборная СССР              | ЧММ                           |                               | 4    | 0   | 0   | 0   | 11   |     |
| 1976                          | Сборная СССР                  | ЧЕЮ                           |                               | 4    | 4   | 0   | 2   | 0    |     |
| 1977                          | Сборная СССР                  | ЧММ                           |                               | 7    | 3   | 2   | 5   | 4    |     |
| 1977                          | Сборная СССР                  | ЧМ                            |                               | 5    | 3   | 3   | 6   | 2    |     |
| 1978                          | Сборная СССР                  | ЧММ                           |                               | 7    | 3   | 5   | 8   | 6    |     |
| 1978                          | Сборная СССР                  | ЧМ                            |                               | 10   | 4   | 6   | 10  | 11   |     |
| 1980                          | Сборная СССР                  | ОИ                            |                               | 7    | 5   | 4   | 9   | 10   |     |
| 1981                          | Сборная СССР                  | ЧМ                            |                               | 8    | 1   | 4   | 5   | 6    |     |
| 1981                          | Сборная СССР                  | КК                            |                               | 7    | 1   | 7   | 8   | 10   |     |
| 1982                          | Сборная СССР                  | ЧМ                            |                               | 10   | 4   | 3   | 7   | 6    |     |
| 1982-83                       | Сборная СССР                  | СС                            |                               | 6    | 1   | 4   | 5   | 10   |     |
| 1983                          | Сборная СССР                  | ЧМ                            |                               | 10   | 3   | 7   | 10  | 8    |     |
| 1984                          | Сборная СССР                  | ОИ                            |                               | 7    | 3   | 8   | 11  | 8    |     |
| 1985                          | Сборная СССР                  | ЧМ                            |                               | 10   | 6   | 7   | 13  | 15   |     |
| 1986                          | Сборная СССР                  | ЧМ                            |                               | 10   | 6   | 9   | 15  | 10   |     |
| 1987                          | Сборная СССР                  | СС                            |                               | 2    | 0   | 1   | 1   | 2    |     |
| 1987                          | Сборная СССР                  | ЧМ                            |                               | 10   | 2   | 8   | 10  | 2    |     |
| 1987                          | Сборная СССР                  | КК                            |                               | 9    | 2   | 5   | 7   | 9    |     |
| 1988                          | Сборная СССР                  | ОИ                            |                               | 8    | 4   | 9   | 13  | 6    |     |
| 1989                          | Сборная СССР                  | ЧМ                            |                               | 10   | 2   | 4   | 6   | 17   |     |
| 1990                          | Сборная СССР                  | ЧМ                            |                               | 8    | 2   | 8   | 10  | 8    |     |
| 1991                          | Сборная СССР                  | ЧМ                            |                               | 10   | 3   | 1   | 4   | 4    |     |
| 1996                          | Сборная России                | КМ                            |                               | 4    | 0   | 2   | 2   | 12   |     |
|                               |                               |                               |                               |      |     |     |     |      |     |
| Всего в турнирах Кубка Канады | Всего в турнирах Кубка Канады | Всего в турнирах Кубка Канады | Всего в турнирах Кубка Канады | 16   | 3   | 12  | 15  | 19   |     |
| Всего в турнирах ЗОИ и ЧМ     | Всего в турнирах ЗОИ и ЧМ     | Всего в турнирах ЗОИ и ЧМ     | Всего в турнирах ЗОИ и ЧМ     | 129  | 48  | 81  | 129 | 113  |     |
|                               |                               |                               |                               |      |     |     |     |      |     |
| Всего за карьеру              | Всего за карьеру              | Всего за карьеру              | Всего за карьеру              | 1216 | 255 | 529 | 784 | 1224 |     |

## Информация о связях с мафией
В 1993 году в канадской и американской прессе появились публикации о том, что российские преступные группировки вымогают деньги у игроков НХЛ из стран бывшего СССР, угрожая жизни и здоровью оставшихся на родине членов их семей. Агент Вячеслава Фетисова отрицал, что нечто подобное происходило с его клиентом, но признал, что такое происходит со многими игроками; сам же хоккеист утверждал, что у российских игроков НХЛ нет проблем с мафией.
Согласно отчёту ФБР, на который ссылается американский журналист Роберт Фридман, в 1993 году Фетисов стал вкладывать деньги в различные московские предприятия и платить за «крышу» Отари Квантришвили. После смерти Квантришвили «близким партнёром» хоккеиста стал Вячеслав Иваньков (Япончик). На имя Фетисова в Нью-Йорке была зарегистрирована фирма «Slavic, Incorporated», которая, по данным ФБР, использовалась Иваньковым для отмывания денег и продажи деловых виз в России. По словам самого Фетисова, он никогда не занимался бизнесом и не был вовлечён в криминальную деятельность, а компанию открыл со своим другом-эмигрантом по имени Виктор.

## Государственная деятельность

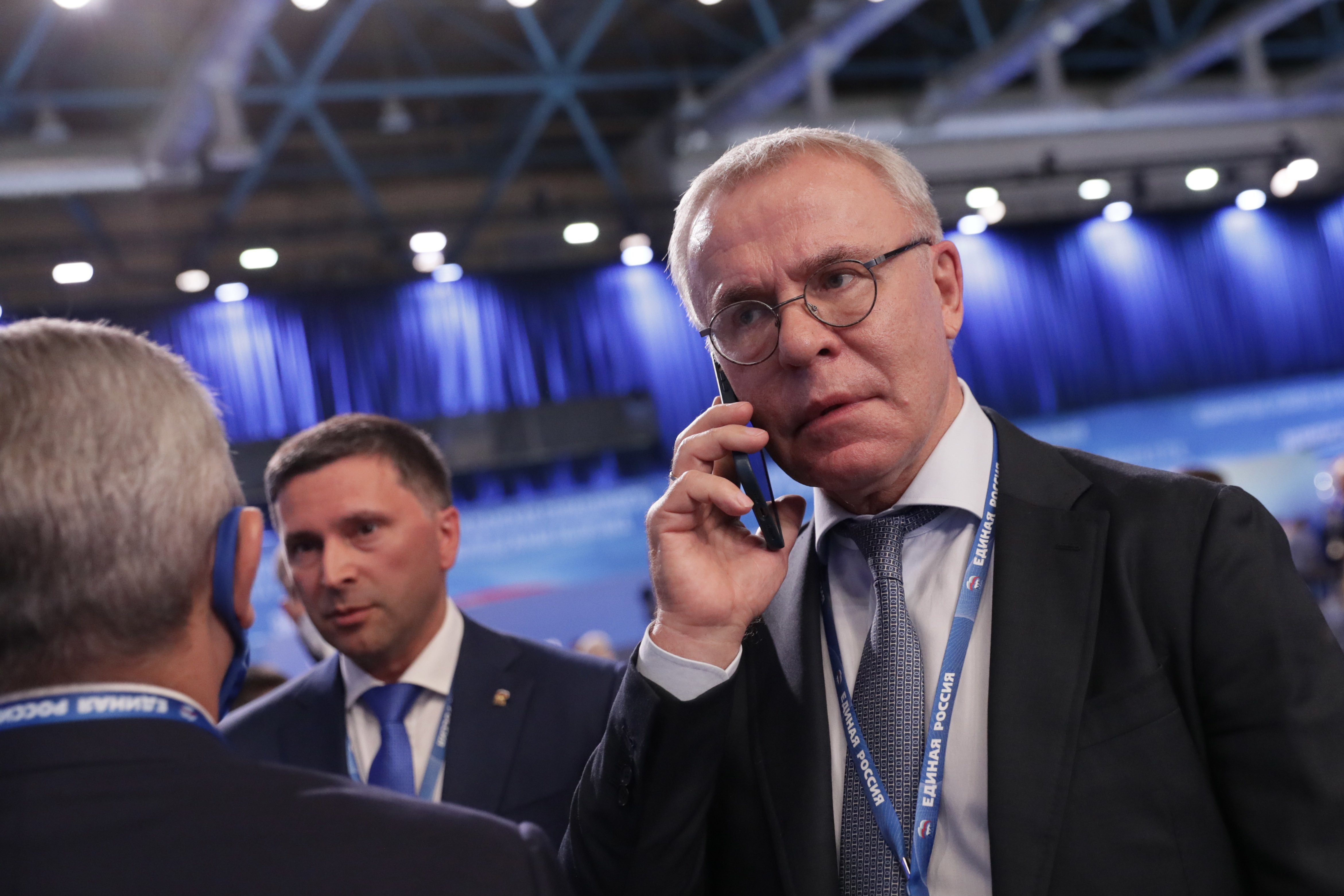
Во время второго этапа съезда партии «Единая Россия», 2021 год

С апреля 2002 по март 2004 года — председатель Государственного комитета Российской Федерации по физической культуре и спорту (Госкомспорт). Под контроль ведомства Фетисова был передан игорный бизнес.
В сентябре 2003 года Фетисов стал членом Высшего совета партии «Единая Россия». С 2003 года Фетисов также активно работал и выступал как член Высшего совета единороссов.
С 2003 года — действительный государственный советник Российской Федерации 1 класса.
С марта по ноябрь 2004 года — руководитель Федерального агентства по физической культуре, спорту и туризму.
С ноября 2004 по октябрь 2008 года — руководитель Федерального агентства по физической культуре и спорту (Росспорт).
В ноябре 2007 года Фетисову был официально вручён партбилет «Единой России».
В сентябре 2008 года «Ведомости» сообщили, что президиум генерального совета «Единой России» рекомендовал кандидатуру Фетисова для избрания его представителем законодательного собрания Приморского края в Совете Федерации (это место стало вакантным после того, как представлявший краевое заксобрание Игорь Пушкарёв в мае того же года был избран мэром Владивостока). В тот же день Фетисов дал своё согласие стать приморским сенатором. 17 октября 2008 года избран членом Совета Федерации от Приморского края. С 27 октября 2008 года — председатель Комиссии Совета Федерации по физической культуре, спорту и развитию олимпийского движения. Член Комитета Совета Федерации по вопросам местного самоуправления. Член Комиссии Совета Федерации по делам молодежи и туризму.
4 декабря 2011 года избран депутатом Законодательного собрания Приморского края, однако, вновь будучи избран представителем регионального парламента в Совете Федерации, отказался от депутатского мандата.
С 16 декабря 2011 года — первый заместитель председателя Комитета Совета Федерации по социальной политике.
С 5 октября 2016 года — депутат Государственной думы Федерального собрания Российской Федерации VII созыва, первый заместитель председателя Комитета Государственной Думы по физической культуре, спорту, туризму и делам молодежи.
С 16 декабря 2017 года заместитель председателя Попечительского совета Всероссийского общества охраны природы.
12 февраля 2021 года единогласным решением всех участников XVIII съезда ВООП избран председателем Центрального совета Всероссийского общества охраны природы.

## Законотворческая деятельность
С 2016 по 2019 год, в течение исполнения полномочий депутата Государственной Думы VII созыва, выступил соавтором 24 законодательных инициатив и поправок к проектам федеральных законов, в том числе 17 были внесены Фетисовым в период исполнения им полномочий члена Совета Федерации в период полномочий Государственной Думы V и VI созывов.

### Поправки в закон «О гражданстве»
В октябре 2012 года вместе с сенаторами Ильясом Умахановым и Владимиром Джабаровым выступил с поправками в закон «О гражданстве». Сенаторы предлагали позволить на льготных условиях получать российское гражданство лицам старше 18 лет, которые могут доказать, что некогда они или их предки по прямой линии были гражданами СССР, проживали на территории Российского государства, Российской республики, РСФСР, СССР или Российской Федерации.
Законодательная инициатива сенаторов вызвали широкий общественный резонанс в СМИ и в интернете, так как многие посчитали это возможностью для переселения в Россию мигрантов из бывших республик СССР. Согласно исследованию Левада-центра, опубликованному в конце ноября, 63 % россиян считают, что численность мигрантов должна быть сокращена, а 71 % — что мигранты способствуют росту уровня преступности в стране, при этом 67 % полагают, что мигранты отнимают у россиян рабочие места.
Сам Фетисов объяснил свою инициативу тем, что закон о переселении соотечественников, принятый в 2006 году, имеет коррупционный характер, а многие молодые россияне планируют уехать за рубеж.

## Собственность
В августе 2009 года семья Фетисовых купила квартиру в Trump International Hotel & Tower на Манхэттене — за $6,4 млн. В 2016 году эта квартира из декларации Фетисова пропала — её переоформили на 26-летнюю дочь Фетисова Анастасию-Александру, которой она принадлежит и сейчас.
В сентябре 2013 года одно из интернет-СМИ обратилось в Комиссию Совета Федерации по контролю за доходами и расходами членов верхней палаты с просьбой разобраться с незадекларированной квартирой супруги Фетисова площадью в 1051 квадратный метр, расположенной в центре Москвы. Ряд СМИ связывает запрос в комиссию с обвинениями в адрес Фетисова в блоге Алексея Навального. Однако, комиссия по итогам проверки имущества не выявила фактов предоставления недостоверных данных в декларациях за 2011 и 2012 годы. Сам Фетисов ответил на обвинения в интервью журналу «Итоги». Квартира площадью 1051 кв. метр была отражена в декларации за 2013 год (принадлежит супруге сенатора)

## Международные санкции
Из-за поддержки российско-украинской войны — находится под персональными международными санкциями разных стран.
23 февраля 2022 года внесён в санкционные списки стран Евросоюза за действия и политику, которые подрывают территориальную целостность, суверенитет и независимость Украины и ещё больше дестабилизируют Украину.
24 февраля 2022 года включён в санкционный список Канады «близких соратников режима» за голосование о признании независимости «так называемых республик в Донецке и Луганске».
24 марта 2022 года, на фоне вторжения России на Украину, включён в санкционный список США за «соучастие в войне Путина» и «поддержку усилий Кремля по вторжению в Украину», Госдеп США заявил что депутаты Госдумы используют свои полномочия для преследования инакомыслящих и политических оппонентов, нарушают свободу информации, ограничивают права человека и основные свободы граждан России.
По аналогичным основаниям, с 11 марта 2022 года находится под санкциями Великобритании. С 25 февраля 2022 года находится под санкциями Швейцарии. С 26 февраля 2022 года находится под санкциями Австралии. С 12 апреля 2022 года находится под санкциями Японии. Указом президента Украины Владимира Зеленского от 7 сентября 2022 находится под санкциями Украины. С 3 мая 2022 года находится под санкциями Новой Зеландии.

## Семья
Отец Александр Максимович Фетисов (ум. 2024), работал на стройке. Мать — Наталья Николаевна, умерла в 1996 году от рака.
Брат — Анатолий Фетисов (1967—1985) — хоккеист ЦСКА.
Жена — Ладлена Фетисова (Лада Юрьевна Сергиевская, родилась 17 июля 1959 года в Уфе, поженились 15 марта 1989 года) — дочь бывшего полузащитника СКВО (Куйбышев) и уфимского «Строителя» Юрия Георгиевича Сергиевского (1932), президент благотворительного фонда «Республика Спорт», занимается логистикой, имеет автомобильный салон на Новорижском шоссе с хорошими знакомыми Фетисова, в 2009 году заработала более 370 миллионов рублей (недоступная ссылка)[значимость факта?].
Дочь — Анастасия-Александра, родилась 10 июля 1991 года в Нью-Йорке, гражданка России и США, с 5 лет училась в школе в США, а с 12 лет — в англо-американской школе в Москве, проходила практику в Голливуде в качестве помощника продюсера, в мае 2016 года поступила в аспирантуру школы кинематографии университета Нью-Йорка и готовится стать режиссёром, живёт в двухсотметровой квартире в башне Трампа в Нью-Йорке, купленной за шесть с половиной миллионов долларов.

## Награды и звания

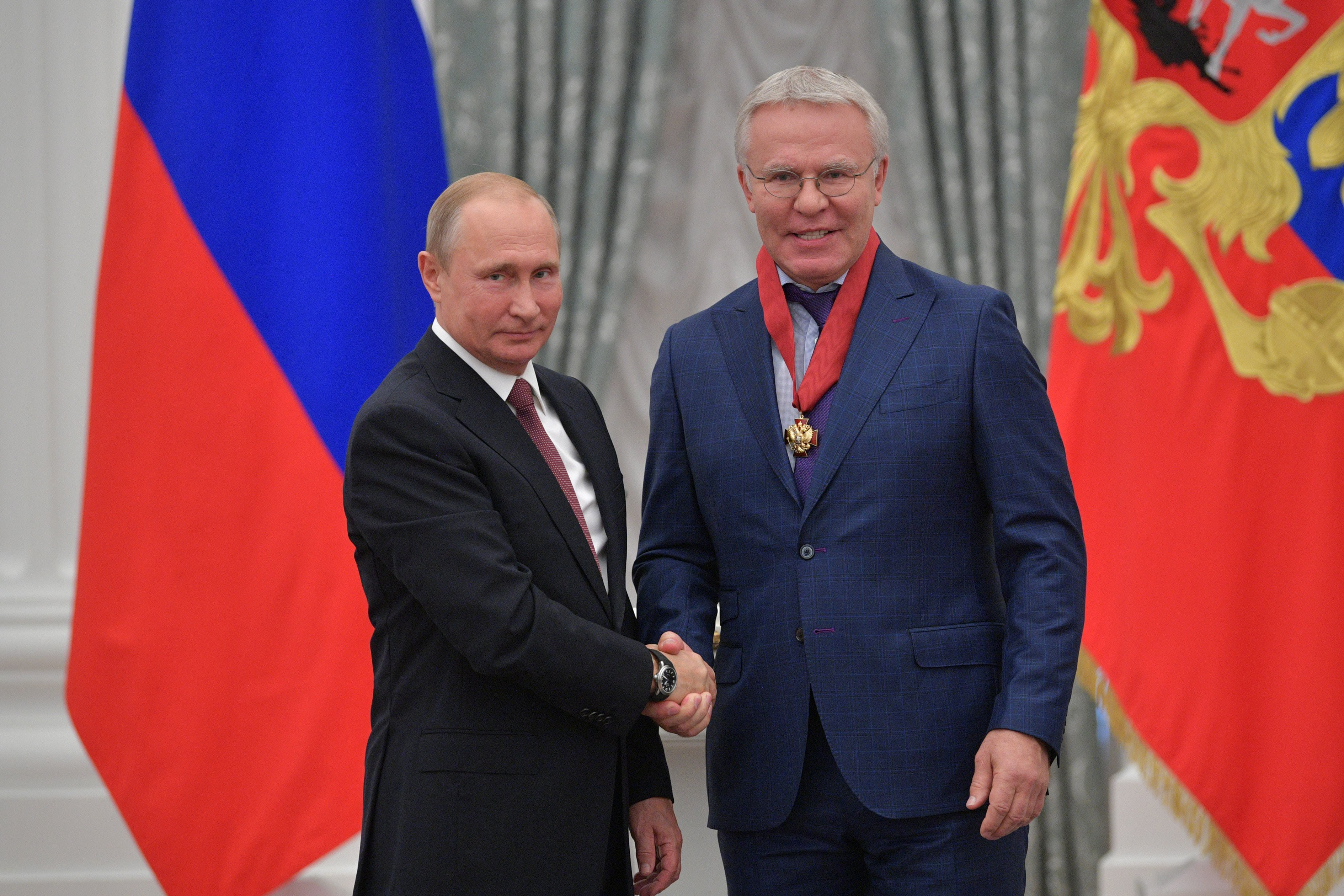
Владимир Путин и Вячеслав Фетисов на церемонии вручения наград 27 июня 2018 года в Кремле.

- Владимир Путин и Вячеслав Фетисов на церемонии вручения наград 27 июня 2018 года в Кремле.Орден «За заслуги перед Отечеством» II степени (9 апреля 2018) — за большой вклад в укрепление российской государственности, развитие парламентаризма и активную законотворческую деятельность[68].
- Орден «За заслуги перед Отечеством» III степени (4 ноября 2005) — за большой вклад в развитие физической культуры и спорта, успешное выступление сборной команды России на Играх XXVIII Олимпиады 2004 года в Афинах[69].
- Орден «За заслуги перед Отечеством» IV степени (25 августа 2000) — за большой личный вклад в развитие российского хоккея[70].
- Орден Почёта (23 августа 1998) — за выдающийся вклад в развитие отечественного спорта[71].
- Орден Дружбы (6 августа 2007) — за активное участие в работе по обеспечению победы заявки города Сочи на право проведения XXII зимних Олимпийских и XI Параолимпийских игр в 2014 году[72].
- Орден Ленина (15 июня 1988) — за высокие спортивные достижения на XV зимних Олимпийских играх[73]
- Орден Трудового Красного Знамени (22 мая 1984) — за высокие спортивные достижения на XIV зимних Олимпийских играх[74]
- Два ордена «Знак Почёта»

первый — (7 июля 1978) — за высокие спортивные достижения на чемпионате мира и Европы 1978 года по хоккею
второй — (22 мая 1981) — за большой вклад в развитие советского хоккея и успешное выступление на чемпионате мира и Европы 1981 года по хоккею
- Почётное звание «Заслуженный работник физической культуры Российской Федерации» (16 апреля 2008) — за заслуги в развитии физической культуры и спорта[77].
- Почётное спортивное звание «Заслуженный мастер спорта СССР» (1978 год)
- Серебряный Олимпийский орден (МОК)[78].
- заслуженный тренер России (2002)
- Почётный знак «За заслуги в развитии физической культуры и спорта» (21 октября 2013) — за большой личный вклад в развитие физической культуры и спорта в Российской Федерации, пропаганду здорового образа жизни и в связи с 90-летием со дня образования федерального (государственного) и территориальных органов исполнительной власти в сфере физической культуры и спорта[79]
- Знак «За заслуги перед Московской областью» (15 апреля 2008)[80]
- Почётная грамота Правительства Москвы (18 апреля 2008) — за выдающиеся спортивные достижения, большой вклад в развитие физической культуры и спорта и в связи с 50-летием со дня рождения[81]
- Знак отличия «За заслуги перед Москвой» (Москва, 19 апреля 2013) — за выдающийся вклад в развитие отечественного хоккея[82]
- Чемпион ЮНЕСКО по спорту[83]
- Почётное звание «Почётный гражданин Московской области» (18 февраля 2021 года)[84][85].
- Юбилейный нагрудный знак Московской областной думы «25 лет Московской областной думе» (22 ноября 2018)[86]
- Орден «Дуслык» (2018) — за выдающиеся заслуги в развитии физической культуры и спорта, вклад в популяризацию хоккея в Республике Татарстан и активную общественную деятельность[87].

Поощрения Президента и Правительства Российской Федерации
- Благодарность Президента Российской Федерации (10 сентября 2016) — за заслуги в области физической культуры и спорта, большой вклад в развитие отечественного хоккея[88]
- Благодарность Президента Российской Федерации (23 ноября 2011) — за большой вклад в развитие физической культуры и спорта и многолетнюю добросовестную работу[89]
- Почётная грамота Правительства Российской Федерации (20 апреля 2008) — за заслуги в развитии физической культуры и спорта[90]
- Почётная грамота Правительства Российской Федерации (19 апреля 2005) — за заслуги в развитии физической культуры и спорта[91]

Прочее
- Почётный знак «За заслуги в развитии физической культуры, спорта и туризма» (27 ноября 2014, Межпарламентская ассамблея СНГ) — за значительный вклад в развитие физической культуры, спорта и туризма в государствах — участниках Содружества Независимых Государств, реализацию идей сотрудничества в сфере физической культуры, спорта и туризма[92]
- Астероид (8806) Фетисов (26 июля 2000)[93]

## Сочинения
- Вячеслав Фетисов. Овертайм. — Вагриус, 1998. — 384 с. — (Мой 20 век). — 25 000 экз. — ISBN 5-7027-0510-6.

## Фильмография
| Год  |   | Название         | Роль           |
| ---- | - | ---------------- | -------------- |
| 2013 | с | Воронины         | камео          |
| 2013 | с | Молодёжка        | камео          |
| 2014 | ф | Красная Армия    | камео          |
| 2014 | с | Слава            | автор сценария |
| 2021 | ф | Небесная команда | камео          |

## В кинематографе
| Название | Страна | Год  | Режиссёр     | В роли Фетисова | Примечания |
| -------- | ------ | ---- | ------------ | --------------- | ---------- |
| Слава    | Россия | 2014 | Антон Азаров | Евгений Пронин  | телесериал |

## На телевидении
- С 24 мая 2016 года ведёт на телеканале «Звезда» ток-шоу «Фетисов».
- С 22 января 2021 года по 29 декабря 2024 года вёл на том же телеканале программу «Легендарные матчи»[94].